# Stenopogon galadae
Stenopogon galadae är en tvåvingeart som beskrevs av Martin 1968. Stenopogon galadae ingår i släktet Stenopogon och familjen rovflugor.
Artens utbredningsområde är Texas. Inga underarter finns listade i Catalogue of Life.